# Distretto di Dihdadi
Il distretto di Dihdadi è un distretto dell'Afghanistan appartenente alla provincia di Balkh. Viene stimata una popolazione di 34 152 abitanti (stima 2016-17).